# 磯田多佳

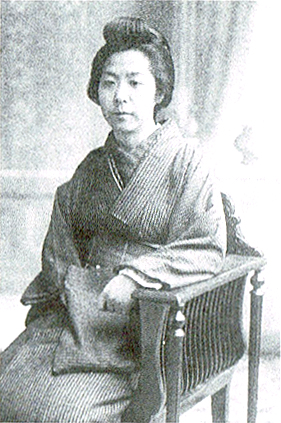
祇園の文人茶屋・大友の女将、磯田多佳。

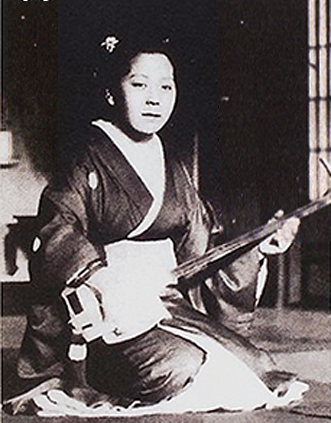
祇園の文人茶屋・大友の女将、磯田多佳。五つ紋付きの引き着で。

磯田 多佳（いそだ たか、本名:たか、1879年 - 1945年5月15日）は、京都祇園甲部の芸妓で、京都市東山区祇園新橋に営業していたお茶屋『大友（だいとも）』の女将。

## 略歴
明治12年（1879年）に祇園に生れる、姉は祇園一力亭の女将おさだである。
多佳は6歳で井上八千代に入門。そこで芸を磨き、10代で芸妓となる。23歳で母の家業を継ぎ、夏目漱石をはじめ谷崎潤一郎、吉井勇など多くの文学者との交流し、「文学芸妓」「文芸芸妓」と呼ばれるようになった。当時白川の両岸には数軒の御茶屋が立ち並び、その中に『大友』が含まれていた。しかし、戦局が悪化し多くのお茶屋が廃業を余儀なくされ、空襲に伴う災害を防ぐため強制疎開が行われ、多佳が守っていたお茶屋も撤去され、彼女は悲しみにくれた。後に「大友」の跡地には吉井勇の「かにかくに祇園はこひし寝るときも枕の下を水のながるる」と書かれた歌碑が建てられた。1945年にその生涯を閉じる。

## 演じた女優
- 宮沢りえ（2016年、テレビドラマ『漱石悶々 夏目漱石最後の恋 京都祇園の二十九日間』）

## 関連文献
- 谷崎潤一郎「磯田多佳女のこと」
- 荒正人『漱石研究年表』集英社
- 杉田博明『祇園の女 文芸芸妓磯田多佳』（1991年1月、新潮社、ISBN 978-4-10-379201-7）